# Perunga ochracea
Perunga ochracea är en insektsart som beskrevs av Sjöstedt 1921. Perunga ochracea ingår i släktet Perunga och familjen gräshoppor. Inga underarter finns listade i Catalogue of Life.